# Palakaria
Palakaria este o arie protejată (arie de protecție specială avifaunistică — SPA) din Bulgaria întinsă pe o suprafață de 15.798,7 ha, integral pe uscat.

## Localizare
Centrul sitului Palakaria este situat la coordonatele 42°23′24″N 23°24′03″E / 42.39°N 23.400833°E.

## Înființare
Situl Palakaria a fost declarat arie de protecție specială avifaunistică în decembrie 2007 pentru a proteja 20 de specii de animale.

## Biodiversitate
Situată în ecoregiunile alpină și continentală, aria protejată nu include niciun habitat protejat.
La baza desemnării sitului se află mai multe specii protejate de  păsări (20): pescăruș albastru (Alcedo atthis), potârnichea de stâncă (Alectoris graeca graeca), buha (Bubo bubo), șorecarul comun (Buteo buteo), caprimulg (Caprimulgus europaeus),  prundaș gulerat mic (Charadrius dubius), barză albă (Ciconia ciconia), barză neagră (Ciconia nigra), cristeiul de câmp (Crex crex), ciocănitoare de grădină (Dendrocopos syriacus), ciocănitoare neagră (Dryocopus martius), presură de grădină (Emberiza hortulana), șoim dunărean (Falco cherrug), vânturel roșu (Falco tinnunculus), sfrâncioc roșiatic (Lanius collurio), sfrânciocul cu frunte neagră (Lanius minor), ciocârlie de pădure (Lullula arborea), ciocănitoare verzuie (Picus canus), silvie porumbacă (Sylvia nisoria), nagâț (Vanellus vanellus)
Pe lângă speciile protejate, pe teritoriul sitului au mai fost identificate 26 de specii de păsări.